# Romolo Lestini
Romolo Lestini (Albiano, 7 maggio 1917 – ...) è stato un calciatore italiano, di ruolo difensore.

## Carriera
Dopo gli esordi in Serie C e poi nei campionati romani di guerra con l'Alba Motor, diventata in seguito Albatrastevere, e Tirrenia, nel 1946 passa alla Ternana.
Con gli umbri gioca per quattro anni, debuttando in Serie B nel 1946-1947 e collezionando 64 presenze in due stagioni cadette.

## Palmarès

### Club

#### Competizioni nazionali
- Serie C: 1

Albatrastevere: 1945-1946